# FN Canis Majoris
FN Canis Majoris är en dubbelstjärna i norra delen av stjärnbilden Stora hunden. Den har en skenbar magnitud av ca 5,41 och är svagt synlig för blotta ögat där ljusföroreningar ej förekommer. Baserat på parallaxmätning inom Hipparcosuppdraget på ca 1,07 mas beräknas den befinna sig på ett avstånd av  ca 3 000 ljusår (ca 900 parsec) från solen. Den rör sig bort från solen med en heliocentrisk radialhastighet av ca 31 km/s. De är en flyktstjärna förbunden med Sh 2-296-nebulosan i Canis Majoris OB1-föreningen och har en påfallande chockvågfunktion.

## Egenskaper

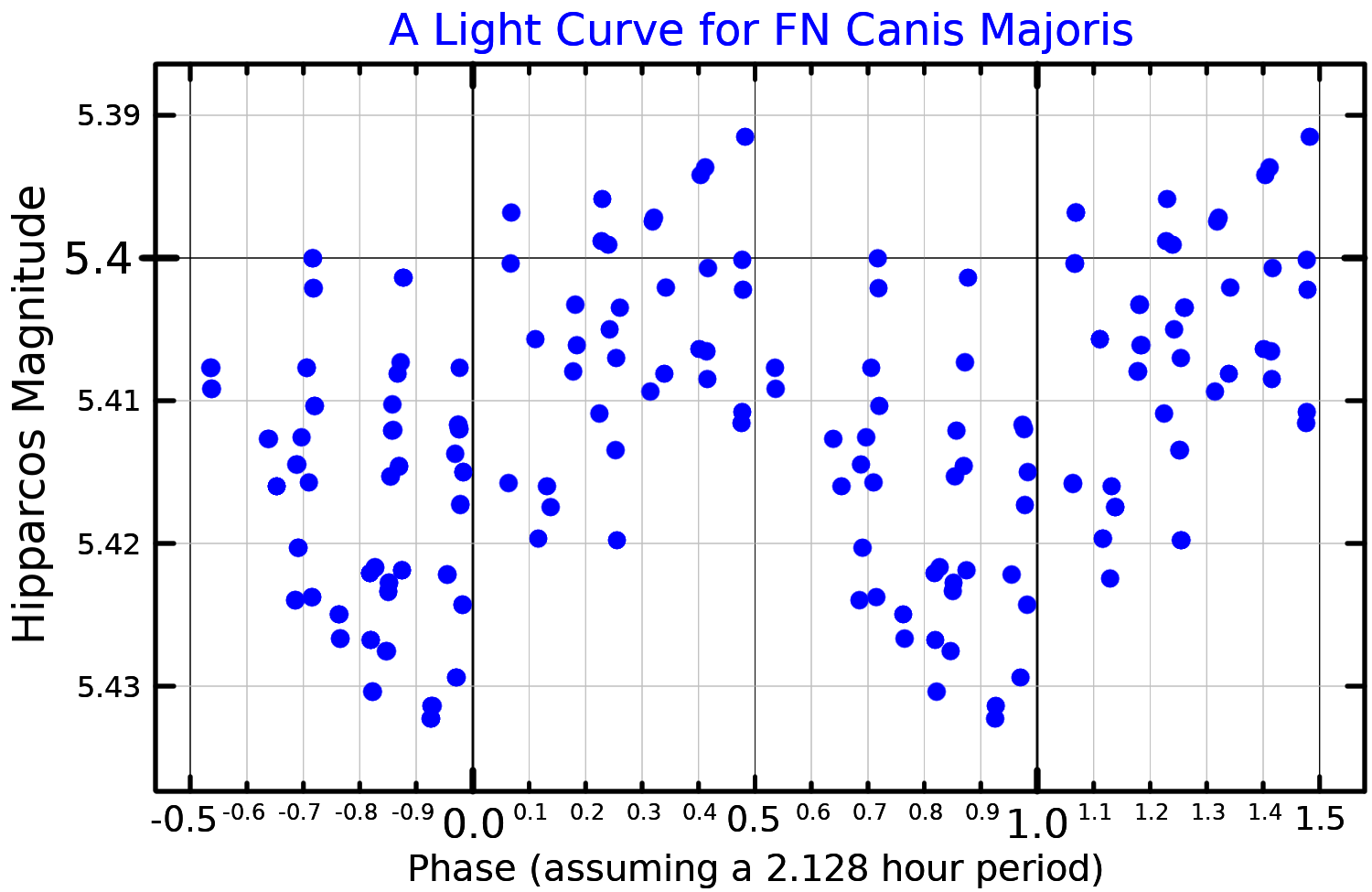
Ljuskurva för FN Canis Majoris, anpassad från Hipparcosdata, enligt Rivinius et al.

Den ljusare komponenten är en stjärna av skenbar magnitud 5,69, som har tilldelats olika spektralklasser från B0 III/IV till B2 Ia/ab, vilket betyder att den är i ett utvecklat tillstånd. Tidigare klassificerades den som en variabel stjärna av typen Beta Cephei med en skenbar magnitud som uppmättes varierande mellan +5,38 och +5,42 med en period av 36,7 timmar, men anses inte längre vara en variabel. Den är en massiv stjärna med en uppskattad massa från 19 till 36 gånger solens massa och uppskattningar av ljusstyrka på 122 079 till 690 000 gånger solens ljusstyrka. Följeslagaren av skenbar magnitud 7,04 är belägen med en vinkelseparation på 0,60 bågsekund från primärstjärnan vid en positionsvinkel på 111°, år 2003.